# George Darwin
George Darwin (1845-1912) va ser un astrònom i matemàtic anglès, fill del naturalista de Charles Darwin.

## Vida i Obra
George Darwin, segon fill de Charles Darwin, va estudiar a l'escola de Clapham i al Trinity College (Cambridge), on es va graduar el 1868, sota la tutoria d'Edward John Routh. Aquest mateix any va passar a ser fellow del Trinity College, fins que el 1874 va començar a exercir com advocat a Londres. Però va retornar a la ciència. A partir de 1883 va ser professor d'astronomia de la universitat de Cambridge.
Els seus treballs més importants estan en l'estudi de les marees. Va tenir un paper fonamental en el naixement d'una nova disciplina: la moderna geofísica. També va estudiar la dinàmica del sistema Terra-Lluna i va proposar la teoria de que a Lluna s'havia format a partir de massa despresa de La Terra (hipòtesi que va ser rebutjada en el segle XX).